# Yea River
Der Yea River ist ein Fluss in der Mitte des australischen Bundesstaates Victoria.
Er entspringt am Mount Tanglefoot östlich von Toolangi und nördlich des Yarra-Ranges-Nationalparks, fließt nach Norden und mündet bei der Stadt Yea in den Goulburn River.
Fluss und Stadt wurden nach Colonel Lacy Walter Yea benannt, einem Offizier der britischen Armee, der 1855 im Krimkrieg fiel. In diesem Jahr wurde die Stadt Yea gegründet.